# Gilmetjärnen
Gilmetjärnen är en sjö i Sorsele kommun i Lappland och ingår i Umeälvens huvudavrinningsområde. Sjön har en area på 0,0446 kvadratkilometer och ligger 811,1 meter över havet. Gilmetjärnen ligger i Vindelfjällen Natura 2000-område.

## Delavrinningsområde
Gilmetjärnen ingår i det delavrinningsområde (732638-151848) som SMHI kallar för Ovan Bissitsbäcken. Medelhöjden är 667 meter över havet och ytan är 22,2 kvadratkilometer. Räknas de 45 avrinningsområdena uppströms in blir den ackumulerade arean 661,36 kvadratkilometer. Vindelälven som avvattnar avrinningsområdet har biflödesordning 2, vilket innebär att vattnet flödar genom totalt 2 vattendrag innan det når havet efter 410 kilometer. Avrinningsområdet består mestadels av skog (67 procent) och kalfjäll (23 procent). Avrinningsområdet har 0,05 kvadratkilometer vattenytor vilket ger det en sjöprocent på 1,1 procent.